# 汇宗寺
汇宗寺（称“呼和苏默”，汉译“青庙”），位于中国内蒙古自治区锡林郭勒盟多伦县城北，是内蒙古藏传佛教中等级最高、宗教权力最大、活佛最多的寺庙，2001年被列为第五批全国重点文物保护单位。

## 历史
清朝康熙二十七年（1688年），厄鲁特蒙古准噶尔部噶尔丹率军进犯喀尔喀。第一世哲布尊丹巴呼图克图以及土谢图汗察珲多尔济率各部南下归附清廷。清廷遂联合蒙古内外各部，共同征讨噶尔丹。征讨成功后，康熙三十年（1691年），清圣祖在多伦诺尔召集漠北以及漠南蒙古各部、旗王公举行会盟，史称多倫諾爾會盟。此次会盟对清朝稳定和统一北部边疆起到了重要作用。应蒙古各部、旗王公“愿建寺以彰盛典”的要求，清圣祖允准在多伦诺尔兴建一座大型藏传佛教寺庙。
汇宗寺始建于清康熙三十年至五十一年（1691年－1712年），是清圣祖击败噶尔丹后在多伦会盟蒙古部落王公时决定建立的寺庙。1706年第二世章嘉呼图克图任住持，1712年全部建成后赐名“汇宗寺”，立御制汇宗寺碑，并由内外蒙古各部各旗派驻多伦喇嘛一人于汇宗寺供职。汇宗寺成为内外蒙古藏传佛教的圣地。第二世章嘉呼图克图奉诏主持汇宗寺，并同时负责管理内蒙古佛教事务；第一世哲布尊丹巴呼图克图则负责主持漠北喀尔喀蒙古佛教事务，且“旨升哲布尊丹巴呼图克图为大喇嘛”。
雍正五年（1727年），清廷又下诏拨库银兴建善因寺及庆宁寺。这两座寺院成为继汇宗寺之后的蒙古地区的“大刹”。
汇宗寺创建之后，内、外蒙古的朝拜者云集多伦诺尔，使此处成为商业中心。1945年，在第二次世界大战末期，苏蒙联军使用坦克撞击并推掀汇宗寺主殿未果，遂将主殿浇上汽油放火烧毁。1960年代，汇宗寺闲置无人管理后，成为国家粮食储备库专用仓库，俗称“大仓粮站”。由此，除了被苏蒙联军烧毁的主殿外，汇宗寺的大部分古建筑得以幸存，躲过了文化大革命的破坏。1996年，多伦县消防大队将大仓粮站列为消防重大隐患单位，向中共多伦县委、多伦县人民政府进行了专题汇报，大仓粮站遂被命令迁出汇宗寺。随后，汇宗寺逐步进行了全面修复。

## 建筑
该寺总占地面积276亩。主体建筑大殿面阔七间，高15米，二层重檐歇山顶，惜于1945年被毁，现已重建。